# Colville River
Der Colville River ist ein 560 Kilometer langer Zufluss der Beaufortsee im Norden des US-Bundesstaats Alaska.

## Verlauf
Der Colville River entsteht am Zusammenfluss von Thunder Creek und Storm Creek nördlich der De Long Mountains, fließt ostnordostwärts und mündet bei Alpine, 190 Kilometer westlich von Prudhoe Bay, in einem großen Delta in die Beaufortsee, einem Teilmeer des Arktischen Ozeans.
Ein Großteil der Nordflanke der Brookskette wird über den Colville River entwässert. Zunächst fließt er in nördlicher Richtung, verläuft dann entlang der Vorgebirge der Brookskette ostwärts, wo er durch viele Zuflüsse an Größe gewinnt. Am Mittellauf bildet er die Südgrenze des National Petroleum Reserve und fließt schließlich in nördlicher Richtung durch die North Slope zur Küste.

## Name
Benannt wurde der Fluss 1837 von den britischen Forschungsreisenden Peter Warren Dease und Thomas Simpson nach Andrew Wedderburn Colvile (1779–1856), dem späteren Gouverneur der Hudson’s Bay Company. Der Name wurde in der ursprünglichen und in folgenden Karten fälschlicherweise mit zwei „l“ geschrieben. Diese Schreibweise wurde später zum offiziellen Namen des Flusses.

## Paläontologie
Im Liscomb Bone Bed, das nach dem Geologen Robert Liscomb benannt wurde, der 1961 die ersten Dinosaurierknochen in Alaska entdeckte, haben Wissenschaftler im Verlauf von 25 Jahren mehr als 6000 Knochen gefunden. Der Fund konnte einer neuen nur in Alaska gefunden pflanzenfressenden Art zugeordnet werden, die Ugrunaaluk kuukpikensis auf der Grundlage der Sprache der Ureinwohner der Region benannt wurde. Die neue Art stellt eine von vier bisher bekannten Arten dar, die allein in Alaska gefunden wurden. Das Vorkommen stellt die Wissenschaftler vor das Rätsel, wie die Tiere überlebten, da sich ihr Fundort zu deren Lebzeiten in der späten Kreidezeit hunderte Kilometer weiter nördlich im heutigen Arktischen Ozean lag.